# 4071 Rostovdon
4071 Rostovdon је астероид са средњом удаљеношћу од Сунца која износи 3,200 астрономских јединица (АЈ).
Апсолутна магнитуда астероида је 12,1.